# درر الأحجار الكريمة
درر الأحجار الكريمة أو الأحجار الكريمة الرئيسَّة (بالإنجليزية: Cardinal gem)‏ هي أحجارٌ كريمةٌ تصنف تاريخيًا بأنها ثمينةٌ أكثر من أي أحجارٍ أخرى. يعود تصنيفها إلى العصور القديمة، وكانت تُحدد حسب الاستخدام الاحتفالي أو الديني إضافةً إلى النُدرة. أصبح مصطلح «Cardinal gem» قليل أو نادر الاستعمال.
حسب هذا التصنيف، فإنَّ درر الأحجار الكريمة هيَّ:
- الجمشت (الأرجواني)، نادرٌ وثمينٌ في العالم القديم حتى عُثر على رواسب كبيرةٍ منه في البرازيل.
- ألماس [الإنجليزية] (شفاف)
- الزمرد (أخضر)
- الياقوت (أحمر)
- الياقوت الأزرق